# Hermannia erodioides
Hermannia erodioides är en malvaväxtart som först beskrevs av William John Burchell och Dc., och fick sitt nu gällande namn av Carl Ernst Otto Kuntze. Hermannia erodioides ingår i släktet Hermannia och familjen malvaväxter. Inga underarter finns listade i Catalogue of Life.